# Rock County, Minnesota
Rock County är ett administrativt område i delstaten Minnesota i USA, med 9 687 invånare. Den administrativa huvudorten (county seat) är Luverne.

## Politik
Rock County tenderar att rösta republikanskt. Republikanernas kandidat har vunnit countyt i samtliga presidentval sedan valet 1968. I valet 2016 vann republikanernas kandidat med 63,9 procent av rösterna mot 28,4 för demokraternas kandidat, vilket är den största segern i countyt för en kandidat sedan valet 1952.

## Geografi
Enligt United States Census Bureau har countyt en total area på 1 251 km². 1 250 km² av den arean är land och 1 km² är vatten.      

### Angränsande countyn
- Pipestone County - norr
- Murray County - nordost
- Nobles County - öst
- Lyon County, Iowa - söder
- Minnehaha County, South Dakota - väst
- Moody County, South Dakota - nordväst